# Astronomía Interior
Astronomía Interior es un proyecto musical del género indie electrónico conformado por el bajista Ángel Mosqueda y el tecladista Jesús Baez, músicos que también son integrantes y co fundadores de la banda mexicana Zoé.
El proyecto dio inicio en 2020 y comparte música que explora el amor, la naturaleza y el universo a través de un sonido innovador y futurista, lleno de creatividad tanto en melodías como en sus letras. El dúo mexicano lanzó su primer sencillo "Un Día Especial" el 13 de Octubre de 2022.

Su primera producción "Astronomía Interior", (álbum homónimo) fue lanzado el 19 de enero de 2023, durante el receso de la banda Zoé, con una selección de 9 canciones, teniendo como sencillos "Movimiento" y "Estrella Fugaz", entre otros.
Posteriormente una edición Deluxe del álbum homónimo fue lanzada incluyendo el sencillo "Electricidad" para completar un total de 10 canciones, disponible desde el 15 de Septiembre 2023.

## Historia
Ángel y Jesús iniciaron amistad desde que tenían 16 años, antes de que ocurriera la formación de la banda Zoé, por lo que han trabajado y producido muchísima música juntos en diversos proyectos musicales.

Con esa inquietud formaron este nuevo proyecto con un estilo electrónico y fuera de lo convencional, como ellos mismos describen su sonido, como música del futuro.
Durante una entrevista con Sopitas en 2024, Chucho y Ángel indicaron que música fue influenciada por los sonidos de Portishead, The Chemical Brothers, Massive Attach, Björk, Gorillaz, Pink Floyd y Daft Punk, entre otros.

Portada del disco homónimo de Astronomía Interior

### 2023 - Lanzamiento de Astronomía Interior (Álbum homónimo)
El lanzamiento de su álbum homónimo fue principalmente en plataformas digitales, pero también se publicó en formato físico, CD y vinyl.
Las letras fueron escritas por Bernando Román Palau, quien también realiza los diseños de las portadas para ambos discos, y es un muy buen amigo de Ángel y Chucho, a quién conocen desde muy jóvenes y lo consideran un artista completo. Así mismo combinan los talentos de otros amigos para la producción y mezcla del disco, incluyendo a Yamil Resque (Yamil Resc), Jose Miguel Salinas, Luis Lopez Valls, Phil Vinall y Demian Taylor. 

### 2023 - Presentaciones en vivo - Festivales Vive Latino, Tecate Pal' Norte, Lunario del Auditorio Nacional y Festival Amigo
El proyecto tuvo la oportunidad de participar en el importante festival Vive Latino el día 18 de marzo de 2023, así como en Tecate Pal' Norte el 31 de marzo del mismo año.
Astronomía Interior también se presentó en otros festivales tanto en México, como en Colombia donde realizaron su primera presentación fuera del país en el "Festival Cordillera", celebrado en Bogotá el día 24 de septiembre de 2023. Así también participaron en el Festival Cuernavaca Sunrise.
Su primera presentación fuera de festivales, fue realizada en el Lunario del Auditorio Nacional, el 12 de agosto donde realizaron un show en vivo para todos sus fans.
Y cerraron el año, con su presentación en el Festival Amigo, celebrado en Cuatitlán el 4 de noviembre, donde también participó León Larregui en su acto solista.

### 2024 - 2025 - Lanzamiento de segundo álbum Hélices
Este segundo disco es lanzado oficialmente el 15 de mayo de 2025, con un total de 11 canciones. Ángel y Jesús incorporan más sonidos acústicos y un estilo más minimalista que en su primer álbum. 
Exploran sonidos diferentes en algunas canciones con el apoyo del baterista de Zoé, Rodrigo Guardiola. Y continúan contando con el apoyo de Bernando Román para la composición y las letras.
A lo largo de 2024 y los primeros meses de 2025 el proyecto fue liberando sencillos para develar canciones del nuevo disco como "Siento la noche", "Signficados", "Al Borde del Infinito", "Mineral", incluyendo su focus track el sencillo "Ahí Estaré", también también lanzado el día de estreno de Hélices.
La temática del álbum explora el amor como símbolo de transformación y como reflexión en relación a las fuerzas naturales que no podemos controlar, en su portada se muestran unas alas de libélula que simboliza el cambio y fuerza espiritual.

## Discografía

### Álbumes de estudio
- Astronomía Interior (2023)
- Hélices (2025)